# Ньютон, Джон (гимнограф)
Джон Ньютон (англ. John Newton; 24 июля (4 августа) 1725 — 21 декабря 1807) — английский гимнограф.
В юности служил на судах королевского флота, в 20 лет попал в рабство к правительнице африканского племени шербро. В 1748-54 гг. был капитаном нескольких невольничьих судов. После инсульта (1754) вернулся на родину и в 1764 г. был рукоположён в евангелического англиканского священнослужителя. В течение двух десятилетий служил в Олни (графство Бакингемшир).
После пробуждения христианских чувств Ньютон стал активным сторонником аболиционизма. Он дожил до того момента, когда Великобритания отменила работорговлю. Всемирной известностью Ньютон обязан своим духовным гимнам (всего около 250). Чаще всего исполняются гимны Amazing Grace и Glorious Things of Thee are Spoken.